# Charles-Louis-François Regnault de Bretel
Charles Louis François Regnault de Bretel est un homme politique français né le 9 mai 1742 à La Haye-du-Puits (Manche) et décédé le 20 février 1819 à Paris.
Avocat, il est juge à La Haye-du-Puits puis administrateur du département en 1791. Il est député de la Manche à la Convention. Siégeant avec les modérés, il vote pour la détention de Louis XVI. Il siège au Conseil des Anciens de l'an IV à l'an VI.

## Sources
- « Charles-Louis-François Regnault de Bretel », dans Adolphe Robert et Gaston Cougny, Dictionnaire des parlementaires français, Edgar Bourloton, 1889-1891 [détail de l’édition]